# Marah
Marah — це квіткові рослини родини гарбузових (Cucurbitaceae), що походять із західної частини Північної Америки. Рід (який, як зауважив Келлог, характеризувався надзвичайною гіркотою) був названий на честь Мари у Вихід 15:22-25, яка, як сказано, була названа через гірку воду там.
За винятком ізольованого ареалу Marah gilensis у західно-центральній Аризоні та острівних популяціях (M. macrocarpus var. major), усі види населяють ареали, що перекриваються, поширені від Південної Канади до Північної Мексики. Хоча Marah oreganus поширюється вглиб Айдахо, усі інші види, крім M. gilensis, приурочені до районів у межах 300 км від узбережжя Тихого океану.

## Опис
Marah — це багаторічні рослини, що виростають з великого бульбоподібного кореня. Більшість із них мають міцні, шкірчасті або волохаті стебла із закрученими вусиками, які дозволяють їм підніматися на інші рослини; вони також можуть швидко рости на рівній землі. Їхнє листя, як правило, має кілька часток, до 7 у деяких видів. Плоди вражають і легко впізнаються. Вони бувають великі, кулясті, овальні або циліндричні. Вони мають мінімум 3 см у діаметрі, але можуть досягати 20 см у довжину, а у багатьох видів вони вкриті довгими шипами. Як форма листя, так і плодів у різних рослин сильно відрізняються, і листя може бути особливо різноманітним навіть на одній лозі.

## Використання
Бульби M. fabaceus подрібнюють і кидають у водойми Кумеяай (плем'я корінних народів Америки), щоб знерухомити рибу. Бульби містять сапоніноподібний глюкозид мегаррин. Сапоніни знижують поверхневий натяг води, дозволяючи утворювати бульбашки. Ймовірно, речовина потрапляє в кровообіг риби через зяброві дуги, де лише одноклітинний епітелій відокремлює воду від еритроцитів тварини. Уражена риба спливає на поверхню.